# Seznam hrvaških geologov
Seznam hrvaških geologov.

## B
- Bogdan Babić
- Stjepan Bahun
- Zlatan Bajraktarević
- Ljudevit Barić
- (Boris Berce)
- Matija Botteri ?
- Srećko Božičević
- Vjekoslav Brajdić
- Spiridon Brusina
- Grgur Bučić

## C
- Branko Crnković
- Ivan Crnolatac
- Blanka Cvetko Tešović

## Ć
- Vlasta Ćosović (1957-) (dop. članica SAZU)

## D
- Andrija Dudić

## F
- Franjo Fritz

## G
- Ivan Galović (1937-)
- Ljubo Golub (1922-1996)
- Dragutin Gorjanović-Kramberger
- Tihomir Gregl (1932-) geofizik
- Ivo Grimani
- Ivan Gušić  (1938-2024)

## H
- Valentina Hajek-Tadesse
- Milan Herak (1917–2015)
- Zvonimir Hernitz (1937-)

## I
- (Ljudevit Ilijanić: geobotanik)
- Tomislav Ivanković (hidrogeolog, BiH)
- Ante Ivanović

## J
- Sanja Japundžić
- Vladimir Jelaska (1936-)
- Kurt Jenko (1917–1988)
- Ivan Jurković (1917–2014) metalogenetik

## K
- Otokar Kadić (1876–1957)
- Ivan E. Kiseljak (1820–1896)
- Mijo Kišpatić (1851–1926)
- Ferdo (Ferdinand) Koch (1874–1935)
- Vanda Kochansky-Devidé (1915–1990)
- Boško Korolija
- Marijan Kovačić
- Lucas Kraglievich/Luka Kraljević (1886–1932) (argentinski paleontolog)
- Velimir Kranjec (1930–2002)
- Zvonimir Krulc (1922–2014) (slov.-hrv.)
- (Adam Kugler 1886-1918)

## M
- Antun Magdalenić (1928–1994)
- Vladimir Majer (1922–2012)
- Mirko Malez (1924–1990)
- Hrvoje Malinar (1939)
- Louie (Lou, Louis) Marincovich (1943–) (paleontolog, ZDA)
- Luka Marić (1899–1979)
- Mirjana Mikinić
- Andrija Mohorovičić (1857–1936) (geofizik)
- Josip Mokrović (1898–1983) (geofizik)
- Franc Mrak, jezuit slov. rodu, zbiralec kamnin

## N
- Leon Nikler (1932-1997) (slov.-hrv.)

## O
- Marinko Oluić
- Franjo Ožegović

## P
- Gjuro (Đuro) Pilar (1846-1893)
- (Vida Pohar 1934-2022)
- Josip Poljak (1882–1962) (dolgoletni direktor geološkega in paleontološkega muzeja v Zagrebu)
- Eduard Prelogović (1936-2023)

## R
- Jakov Radovčić (1946-2021) (paleontolog, muzealec)
- Josip Rubinić ?

## S
- Marijan Salopek (1883-1967)
- Vlade Sikirica
- Dragutin Skoko (1930-2024) (geofizik)
- Ivan Sondi

## Š
- Stjepan Šćavničar (1923-2011)
- Boris Šinkovec (1927-2010) (slov. rodu)
- Stjepan Škreb (1879-1952) (meteorolog)
- Fran Šuklje (geolog) (1886-1949) (paleontolog)

## T
- Miroslav Tajder (1909-1983)
- Fran Tućan (1878-1954) (mineralog)

## V
- Ivo Velić (1938-)
- Mihovil Vragović